# سايمور بوردمان
سايمور بوردمان (بالإنجليزية: Seymour Boardman)‏ هو فنان أمريكي، ولد في 29 ديسمبر 1921 في بروكلين في الولايات المتحدة، وتوفي في 3 أكتوبر 2005 في نيويورك في الولايات المتحدة.